# Chester Gould
Chester Gould (Pawnee, 20 novembre 1900 – Woodstock, 11 maggio 1985) è stato un fumettista statunitense.
È noto per essere il creatore del famoso personaggio Dick Tracy, che scrisse e disegnò dal 1931 al 1977.

## Biografia e carriera
Chester Gould nacque e passò i primi anni della sua vita a Pawnee nell'Oklahoma. Nel 1919 la sua famiglia si trasferì a Stillwater dove studiò all'università A & M (ora Oklahoma State University) fino al 1921. Quell'anno si trasferì a Chicago, dove si laureò alla Northwestern University nel 1923. Nel 1931 fu assunto come cartoonist al Chicago Tribune e inventò il personaggio di Dick Tracy. A Chicago era l'epoca d'oro dei gangster e Al Capone spadroneggiava: Gould voleva un poliziotto che fosse in grado di combattere con questi criminali e che i lettori potessero riconoscere come un eroe.
Gould disegnò le strisce di Dick Tracy per i successivi quarantasei anni della sua vita, dalla sua casa a Woodstock.
In genere Gould non programmava molto le sue storie, ma preferiva improvvisarle man mano che le disegnava. Sebbene i suoi fan amassero questo stile che creava storie eccitanti, a volte ne nascevano trame dallo sviluppo intricato e difficile da risolvere. Un caso famigerato avvenne quando Tracy fu intrappolato in una trappola mortale inespugnabile. Gould scelse una soluzione fantastica in cui Tracy si rivolgeva personalmente a Gould e gli chiedeva di estrarlo magicamente, ma il suo editore, Joseph Patterson, si oppose a questa soluzione e ordinò che la sequenza venisse ridisegnata.
Un tratto distintivo di Gould erano i cattivi colorati e spesso mostruosi, con la deformità fisica che rappresentava simbolicamente i loro crimini e la loro dissolutezza morale.
Nell'ultimo periodo della vita di Gould le storie di Tracy divennero controverse in alcuni mercati. Tracy era considerato troppo di destra e la striscia in generale troppo adorante verso la polizia: alcuni sostenevano che Gould usava il fumetto per sostenere la sua personale visione politica, ad esempio per attaccare i diritti degli accusati. È difficile stabilire quanto il calo di consensi del fumetto sia stato causato da questa controversia, e quanto invece dalla naturale tendenza dei fumetti a perdere popolarità nel tempo e dalla tendenza storica che portava da trame lunghe ed elaborate a storie autoconclusive.
Chester Gould si ritirò nel 1977, e Dick Tracy fu portato avanti da Rick Fletcher e Max Allan Collins.
Il lavoro di Chester Gould ha ispirato molti altri disegnatori, come Milton Caniff e Alex Raymond. Ricevette anche il Premio Reuben, uno dei riconoscimenti più importanti nel mondo del fumetto.